# Kamenický vrch
Kamenický vrch är ett berg i Tjeckien. Det ligger i den norra delen av landet, 70 km norr om huvudstaden Prag. Toppen på Kamenický vrch är 306 meter över havet.
Terrängen runt Kamenický vrch är huvudsakligen platt, men österut är den kuperad. Runt Kamenický vrch är det ganska tätbefolkat, med 104 invånare per kvadratkilometer. Närmaste större samhälle är Česká Lípa, 9,1 km väster om Kamenický vrch. Omgivningarna runt Kamenický vrch är en mosaik av jordbruksmark och naturlig växtlighet.